# Шімрак Янко
Шімрак Янко (хорв. Janko Šimrak, 1883, Жумберак — 9 серпня 1946, Крижевці) — греко-католицький єпископ крижевецький у Юґославії.

## Життєпис
Родом з с. Шімраків, хорват. Професор східного богословія Заґребського Університету, посол до Беоґрадського парламенту, редактор католицького щоденника: «Грватска Стража».
У 1941 р. іменований адміністратором Крижевецької єпархії.
У 1942 р. — висвячений на єпископа.
Помер як ісповідник віри (замучений комуністами), похований у Крижевцях. Шімрак Янко публікував архівні документи з церковної історії; автор наукових розвідок (також і в «Записках ЧСВВ»).